# 今夜野宿になりまして
『今夜野宿になりまして』（こんやのじゅくになりまして）は、2012年7月から12月まで（一部制作局を除く）、独立局で放送されていたドキュメントバラエティ番組である。

## 概要
ニコニコ動画で自給自足のサバイバル生活をして注目されていたカメ五郎が、柴田英嗣（アンタッチャブル）をはじめとした芸人と一緒に2泊3日のサバイバル生活をする。
テントなど、最低限の道具のみを使って生活するのがルールであり、利便性の高いキャンプグッズなどは使用できない。食べ物についても、持ち込むのは最低限の調味料などに限られ、現地に生えている草や虫などを食べて生活していく。
当番組は東名阪ネット6加盟6局、5いっしょ3ちゃんねる加盟5局、合計8局による共同制作番組である。これまでに、東名阪ネット6としての共同制作、5いっしょ3ちゃんねるとしての共同制作は存在していたが、両共同制作機構が共同制作するのは初のケースである。

## 放送
- 第1回 - 第4回：初級編（多摩川の河川敷で2泊3日の野宿）
- 第5回 - 第10回：中級編（陸の孤島で2泊3日の野宿）
- 第11回 - 第16回：上級編（真夏の八ヶ岳で2泊3日の野宿）
- 第17回 - 第20回：特別編（徳島で2泊3日の野宿）
- 第21回 - 第25回：最終編（富士山で2泊3日の野宿）

## 出演者

### レギュラー出演
- カメ五郎
- 柴田英嗣（アンタッチャブル）

### ゲスト出演
全て、レギュラーである柴田が所属するプロダクション人力舎所属芸人が出演している。
- 初級編（第1回 - 第4回）参加
  - 今野浩喜（キングオブコメディ）
  - S×L（加藤翔平・酒井啓太）
- 中級編（第5回 - 第10回）参加
  - 鬼ヶ島（アイアム野田・おおかわら・和田貴志）
- 上級編（第11回 - 第16回）参加
  - ラバーガール（飛永翼・大水洋介）
  - 丸山雄史（ブルーセレブ）
- 最終編（第21回 - 第25回）参加
  - ゆってぃ
  - いけだてつや
  - ブルーセレブ（丸山雄史・内間一彰） ※丸山は上級編も参加したが、内間はここのみ参加

## スタッフ
- 企画 - 柴田亮
- 制作 - 桑沢紅子
- 演出 - 柴山悟史、小亀聴史
- プロデュース - 柴田亮、二宮直彦、桑沢紅子、植松充伸、星野高章、梶野元延、熊谷典和、波多野美由紀、伊藤義行、江副純夫
- エグゼクティブプロデューサー - 市橋雄二、jackamo、遠藤圭介
- 制作著作 - チーム今夜野宿（群馬テレビ、とちぎテレビ、テレビ埼玉、千葉テレビ放送、テレビ神奈川、三重テレビ放送、京都放送、サンテレビジョン、ビクターエンタテインメント、角川書店、IVSテレビ制作）

## ネット局
| 放送対象地域   | 放送局                                 | 系列                                                         | 放送日時                                          | 放送期間                                        | 備考         |
| -------------- | -------------------------------------- | ------------------------------------------------------------ | ------------------------------------------------- | ----------------------------------------------- | ------------ |
| 神奈川県       | テレビ神奈川（tvk）                    | JAITS （東名阪ネット6・5いっしょ3ちゃんねる加盟） 共同制作局 | 毎週木曜日 24:30 - 25:00 毎週火曜日 25:00 - 25:30 | 2012年7月5日 - 9月27日 2012年10月2日 - 12月11日 |              |
| 千葉県         | 千葉テレビ放送（CTC、チバテレ）        | JAITS （東名阪ネット6・5いっしょ3ちゃんねる加盟） 共同制作局 | 毎週水曜日 24:30 - 25:00 毎週火曜日 25:00 - 25:30 | 2012年7月4日 - 9月26日 2012年10月2日 - 12月11日 |              |
| 埼玉県         | テレビ埼玉（TVS、テレ玉）              | JAITS （東名阪ネット6・5いっしょ3ちゃんねる加盟） 共同制作局 | 毎週水曜日 25:00 - 25:30 毎週火曜日 25:00 - 25:30 | 2012年7月4日 - 9月26日 2012年10月2日 - 12月11日 |              |
| 栃木県         | とちぎテレビ（GYT、とちテレ）          | JAITS （5いっしょ3ちゃんねる加盟） 共同制作局                | 毎週火曜日 22:30 - 23:00                          | 2012年10月2日 - 2013年3月19日                   |              |
| 群馬県         | 群馬テレビ（GTV、群テレ）              | JAITS （5いっしょ3ちゃんねる加盟） 共同制作局                | 毎週日曜日 23:30 - 24:00                          | 2012年7月29日 - 2013年1月6日                    |              |
| 三重県         | 三重テレビ放送（MTV）                  | JAITS （東名阪ネット6加盟） 共同制作局                       | 毎週火曜日 24:20 - 24:50                          | 2012年8月28日 - 2013年2月12日                   |              |
| 京都府         | 京都放送（KBS京都）                    | JAITS （東名阪ネット6加盟） 共同制作局                       | 毎週火曜日 24:00 - 24:30                          | 2012年7月3日 - 12月11日                         |              |
| 兵庫県         | サンテレビジョン（SUN-TV、サンテレビ） | JAITS （東名阪ネット6加盟） 共同制作局                       | 毎週土曜日 25:35 - 26:05                          | 2012年7月7日 - 12月15日                         |              |
| 富山県         | 富山テレビ放送（BBT）                  | フジテレビ系列                                               | 毎週土曜日 26:00 - 26:30                          | 2012年10月6日 - 2013年3月23日                   | 24回まで放送 |
| 宮城県         | 仙台放送（OX）                         | フジテレビ系列                                               | 毎週土曜日 25:50 - 26:20                          | 2012年11月3日 - 2013年5月11日                   | 24回まで放送 |
| 北海道         | 北海道テレビ放送(HTB)                  | テレビ朝日系列                                               | 毎週金曜日 26:10 - 26:40                          | 2015年から放送。(詳細は不明)                    |              |
| 香川県・岡山県 | 西日本放送(RNC)                        | 日本テレビ系列                                               | 毎週金曜日 10:25 - 10:55                          | 2017年1月27日 -                                 |              |